# مطار قيمو يودو
مطار قيمو يودو (بالصينية: 且末机场) (إياتا: IQM، إيكاو: ZWCM) مطار عام يقع بمدينة Qiemo في شينجيانغ في الصين. يبلغ طول المدرج 1680 م ويرتفع عن سطح البحر 1252 م. يقع على بعد حوالي 13 كيلومترًا (8.1 ميل) شمال غرب المدينة، ويضم المطار محطة مساحتها 4500 متر مربع (48000 قدم مربع) ومدرج يبلغ ارتفاعه 2800 متر (9200 قدم). استبدلت المطار الآخر الذي يخدم المدينة، والذي يحتوي على مدرج أقصر، في 19 ديسمبر 2016.

## شركات الطيران والوجهات
| شركـات طيـران          | الوجهات                                |
| ---------------------- | -------------------------------------- |
| طيران الصين اكسبرس     | مطار كورلا، مطار روغيانغ لولان         |
| خطوط جنوب الصين الجوية | مطار كورلا، مطار أورومتشي ديوبو الدولي |

## وصلات خارجية
- http://www.flightstats.com/go/Airport/airportDetails.do?airportCode=IQM